# فيلاتيس من كوس
فيلاتيس من كوس (و. القرن 4 ق.م – القرن 4 ق.م م) هو معجمي، ولغوي، وكاتب، وإبيجرامي ‏، وشاعر، ونحوي  من المملكة البطلمية، ولد في كوس، توفي في كوس،.